# Mass Transit Media
Mass Transit Media is een Belgische uitgeverij van onder meer de gratis krant Metro en zita.be. De uitgeverij is volledig in handen van de Groupe Rossel (uitgever van onder meer Le Soir).

## Geschiedenis
Op 14 juli 2000 werd Mass Transit Media NV opgericht op initiatief van de Regionale Uitgeversgroep (RUG, de krantendochter van Concentra Media), Roularta Media Group en Rossel & Cie (bekend van de Vlan en Le Soir). Op 1 augustus werd Monique Raaffels aangesteld als directrice (voordien sales manager bij Belgacom en daarvoor directeur van de cultuurbijlage van De Financieel-Economische Tijd). Nog voor de lancering van de gratis krant op 3 oktober trok Rossel zich onder druk van Le Soir terug uit het aandeelhouderschap. De Nationale Portefeuillemaatschappij (NPM) van grootindustrieel Albert Frère kwam in de plaats.
Door aanhoudende verliezen stapten Roularta en NPM eruit waarna Concentra overbleef als enige aandeelhouder. Op 1 september 2003 verkocht Concentra 49% van de aandelen aan Rossel. In 2007 voerde Concentra een grondige reorganisatie door waarbij voormalig Metro-hoofdredacteur Luc Rademakers algemeen hoofdredacteur werd van Het Belang van Limburg en Gazet van Antwerpen en Monique Raaffels aan het hoofd kwam van een centrale reclameregie.
In juli 2017 nam Mass Transit Media de nieuwssites zita.be en vandaag.be over van Telenet.
In april 2017 werd Mediahuis mede-eigenaar van Mass Transit Media.
In december 2020 kocht de Groupe Rossel de overige 50% aandelen van Mass Transit Media. Rossel kocht de overige helft van de aandelen van Mediahuis over. Mass Transit Media is de uitgever van de gratis krant Metro.